# Бровина
Бровина (алб. Brovinë) је насељено место у општини Ђаковица, на Косову и Метохији. Према попису становништва из 2011. у насељу је живело 565 становника.

## Становништво
Према попису из 2011. године, Бровина има следећи етнички састав становништва:
| Националност | 2011.        |
| Албанци      | 563 (99,64%) |
| недоступно   | 2 (0,36%)    |
| Укупно       | 565          |

| Демографија | Демографија | Демографија |
| Година      | Становника  | Становника  |
| ----------- | ----------- | ----------- |
| 1948.       | 396         |             |
| 1953.       | 406         |             |
| 1961.       | 418         |             |
| 1971.       | 518         |             |
| 1981.       | 649         |             |
| 1991.       | 708         |             |
| 2011.       | 565         |             |